# Дагестанский театр кукол
Дагестанский государственный театр кукол — кукольный театр в городе Махачкала.

## История
Фактическое открытие Театра кукол состоялось перед самой Великой Отечественной войной — 30 апреля 1941 года. А в августе того же года вышел Указ Правительства ДАССР об открытии Театра кукол.
1944 год ознаменовался для Театра созданием кумыкской труппы актеров, которая дебютировала со спектаклем по русской народной сказке «Колобок».
В конце 1940-х годов Театр возглавила Зитта Вячеславовна Ладонкина, профессиональный режиссёр с большим стажем творческой работы, с высшим режиссёрским образованием. Работа творческого коллектива Театра заметно оживилась и стала приносить ощутимые плоды.
В 1950-е и 1960-е годы репертуарная политика Театра переориентировалась на активное сотрудничество с дагестанскими драматургами: А. Аджаматовым, А. Ибрагимовым, Ш. Абдуллаевым, А. Абакаровым и др. Ширилась гастрольная география Театра: дагестанские кукольники выезжают в закавказские республики, Астраханскую область, в города Кривой Рог, Элисту, Нальчик, Грозный и др.
1970 -е годы ознаменовались новым творческим подъемом в деятельности Театра кукол. Репертуар Театра расширяет свой диапазон за счет пьес северо-кавказских драматургов — осетинов Табиева и Гаева, ингуша С. Чахкиева, русских и советских классиков — Л. Толстого, А. Гайдара, С. Маршака и др. Заканчивают своё обучение на высших режиссёрских курсах кукольники Р. Шамсутдинов и Е. Жариков и успешно вливаются в творческий процесс Театра. Руководство Театром берет на себя Н. К. Газиева, театровед.
За отличное обслуживание детского зрителя на селе в марте 1974 года Дагестанский театр кукол был награждён Почетным вымпелом Минкультуры СССР и ЦК работников культуры, Дипломом II-й степени Минкультуры РСФСР и многими Почетными грамотами Министерств культуры других республик.
В 1982 году к руководству Театром приступает выпускница Тбилисского театрального института, театровед Аминат Яхьяевна Яхьяева. Как специалист, театровед с высшим театральным образованием, А.Яхьяева со знанием дела, профессионально сумела построить отношения Театра с детскими учреждениями. Театр выступает инициатором и организатором многих мероприятий, смотров, фестивалей, конкурсов, любительских объединений, кружков и др.
Благодаря обновлению репертуара Театра расширяются границы театральных гастролей, донося дагестанское искусство до юных зрителей городов Волгограда, Чернигова, Курска, Череповца, Йошкар-Олы, Тулы, Тбилиси, Москвы. В разные годы Театр становится лауреатом многих смотров и фестивалей кукольных театров по стране.
С наступлением нового тысячелетия в Театр вливаются свежие творческие силы выпускников актерского отделения Даггосуниверситета. Театр начинает активно сотрудничать с режиссёрами, художниками, композиторами различных школ, художественных стилей и направлений из разных городов России и зарубежья.
Театром возрождены исчезнувшие за годы перестройки замечательные традиции творческих контактов с коллегами из других регионов России. Так, с 2006 года Дагестанский государственный театр кукол в рамках реализации своего долгосрочного проекта активно сотрудничает с Волгоградским и Астраханским театрами кукол. Благодаря культурному обмену спектакли этих двух известных в стране коллективов может посмотреть и дагестанская детвора, а постановки дагестанских кукольников могут оценить юные зрители г. Волгограда и г. Астрахани.
7 октября 2011 года Дагестанский государственный театр кукол торжественно отметил свой 70-летний юбилей. В рамках юбилейных мероприятий состоялись: открытие Музея кукол, выставка детского рисунка, фотовыставка и праздничный гала-концерт дагестанских кукольников с участием мастеров искусств Дагестана и гостей.
За многолетнюю творческую деятельность Театр кукол стал эстетическим центром подрастающего поколения республики и инициатором нескольких брендовых мероприятий. Так, ежегодно Дагестанским государственным театром кукол проводится Республиканский фестиваль детских театральных студий, кукольных и драматических кружков «Дом веселых человечков», Республиканский конкурс чтецов, выставки детских рисунков, основан и успешно функционирует Литературный клуб «Креатив». Кроме того, Театром ежегодно проводится традиционная Неделя «Театр — детям» с мастер-классами и совместно с Республиканской детской библиотекой организуются театрализованные представления «Книга — детям».
В последнее десятилетие Театр является подлинным полпредом дагестанского театрального искусства на престижных фестивалях и форумах республиканского и международного уровня и не раз удостаивался Дипломов и наград.: на Международном фестивале театров кукол «Серебряный осетр» в г. Волгограде (2006, 2010,2012); на Международном фестивале театров кукол «Рабочая лошадка» (2012 г.); на Международном фестивале театров кукол «Чаепитие в Мытищах» в г. Мытищи (2008,2013); на Международном фестивале театров кукол прикаспийских государств «Каспийский берег» в г. Астрахани (2008,2010,2012), на Международном фестивале театров кукол «Белгородская забава» в г. Белгороде (2012) и др. Октябрь 2008 года запомнился коллективу гастрольной поездкой в рамках Фестиваля российской культуры в Болгарии, где Даггостеатр кукол представил спектакль «Новое платье короля» на болгарском языке (реж. А. Ткачов).
Начиная с 2013 года вошел в стадию реализации новый проект «Кавказская кукольная карусель» по ФЦП «Культура России (2012-2018 гг.)» в части осуществления гастрольной деятельности российских театральных организаций на территории РФ.Проект стартовал 24 сентября 2013 года в г. Махачкале и начался с гастролей Северо — Осетинского государственного театра юного зрителя «Саби» со спектаклем «Кавказские игры». В октябре-месяце в г. Махачкале побывали кукольники Волгоградского областного театра кукол со спектаклем по пьесе Х.Гюнтера «Носорог и Жирафа». В ноябре на сцене Даггостеатра кукол прошел спектакль Чеченского театра кукол «Хищный заяц» по пьесе П.Морозова. В соответствии с проектом в октябре 2013 года наши дагестанские кукольники выезжали в Чеченскую Республику (г. Грозный), Республику Северная Осетия — Алания (г. Владикавказ) и в г. Волгоград c одной из своих лучших работ — спектаклем «Тайна персиковой косточки» по пьесе дагестанского драматурга Ш.Маллаевой.
Участие в международных форумах, творческая активность наших театров на мировом уровне обеспечивают формирование и укрепление положительного образа страны, отдельно взятой республики в ближнем и дальнем зарубежье. Кроме того, международные фестивали, а точнее — участие в них очищают творческий организм Театра, как бы вливают в него новую кровь, дают живительный импульс для дальнейшей плодотворной деятельности.

## Постановки
За историю своего существования в театре было поставлено большое количество спектаклей, среди которых есть произведения как дагестанской, так и классической русской и зарубежной драматургии.
Дагестанская драматургия представлена, преимущественно, пьесами Ахмедхана Абу-Бакара («Навруз», «О, чудо из чудес», «Нур-Эддин-золотые руки», «Ищи и найдешь», «Кот Гуртум, который не лазает в погреб», «Дауд — сын углежога»), Ш. Маллаевой («Кораблик желаний», «Тайна персиковой косточки»), Т. Аслановой («Али-кузнец»), З. Хиясова («Искатель счастья»).
В репертуаре театра представлены спектакли по мотивам русских народных сказок («Колобок», «Машенька и медведи», «По щучьему велению», «Теремок» и др.), а также по произведениям классических авторов К. И. Чуковского («Муха, паук и комарик»), П. Ершова («Конёк-Горбунок»), Ш. Перро («Красная Шапочка», «Спящая красавица»), С. Я. Маршака («Кошкин дом»), Х. К. Андерсена («Новое платье короля», «Снежная королева», «Стойкий оловянный солдатик»), Э. Т. А. Гофмана («Щелкунчик»), У. Шекспира «Сон в летнюю ночь», «Дон Жуан» по мотивам пьес Мольера и А. Пушкина и др.

### Спектакли театра
- «Айболит» А. Усачёва по мотивам сказки К. И. Чуковского; режиссёр — В. Долгополов
- «Ах, эта Красная Шапочка» Василия Дерягина по мотивам сказки Ш. Перро; режиссёр — В. Дерягин
- «Бука» Михаила Супонина; режиссёр — Е. Жариков
- «Волшебные снежинки»; режиссёр — З. Умарова
- «Гадкий утёнок» Владимира Синакевича по мотивам Х. К. Андерсена; режиссёр — М. Урицкий
- «Гуси-лебеди» Е. Благининой
- «Добро пожаловать, Пингвин!»; режиссёр — В. Долгополов
- «Дон Жуан» по мотивам пьес Мольера и А. Пушкина
- «Дюймовочка» Х. К. Андерсена; режиссёр — М. Урицкий
- «Звездные мастера» И. Токмаковой; режиссёр — К. Ахмедов
- «Приключения Буратино» по сказке А. Толстого; режиссёр — В. Дерягин
- «Играем гусёнка» Н. Гернет; режиссёр — Е. Жариков
- «История о трех поросятах», по мотивам английской сказки; режиссёр-постановщик — В. Дерягин, художник-постановщик Н. Яралиев
- «Коза лупленая» Михаила Супонина; режиссёр — Е. Жариков
- «Колобок» по мотивам русской народной сказки; режиссёр — Р. Шамсутдинов
- «Кораблик желаний» Ш. Маллаевой; режиссёр — Алексей Басов
- «Кот в сапогах» Ш. Перро; режиссёр — А. Ткачов
- «Кошкин дом» С. Я. Маршака; режиссёр — Р. Шамсутдинов
- «Лети, журавлик!» Г. Султановой по произведениям Расула Гамзатова
- «Маленькая Баба-Яга» О. Пройслера; режиссёр — Р. Шамсутдинов
- «Морозко» по мотивам русской народной сказки; режиссёр — З. Умарова
- «Муха, паук и комарик» по мотивам сказок К. Чуковского; режиссёр — В. Лезин
- «Навруз» А. Абу-Бакара; режиссёр — Р. Шамсутдинов
- «Новое платье короля» Х. К. Андерсена; режиссёр — А. Ткачов
- «Нур-Эддин — золотые руки»; режиссёр — С. Железкин, ассистент — З. Умарова
- «Перекресток сказок»; режиссёр — З. Умарова
- «Подарок Деда Мороза» по сказкам В. Сутеева; режиссёр — К.Ахмедов
- «Полторы горсти»; режиссёр — М. Урицкий
- «По щучьему велению» Н. Гернет по мотивам народной сказки; режиссёр — Р. Шамсутдинов
- «Приключения медвежат» по мотивам народных сказок; режиссёр — Р. Шамсутдинов
- «Путешествия комедиантов» Ф. Шевякова; режиссёр — В. Долгополов
- «Сказка о глупом мышонке» С. Маршака; режиссёр — З. Умарова
- «Снежная королева» по мотивам Х. К. Андерсена; режиссёр — С. Забродин
- «Солнечный лучик» А. Попеску; режиссёр — М. Урицкий
- «Сон в летнюю ночь» У. Шекспира; режиссёр — М. Урицкий
- «Спящая красавица» Ш. Перро; режиссёр — А. Ткачов
- «Стойкий оловянный солдатик» Всеволода Данилевича по мотивам сказки Х. К. Андерсена; режиссёр — М. Урицкий
- «Тайна персиковой косточки» Ш. Маллаевой; режиссёр — Алексей Басов
- «Теремок», по мотивам русской народной сказки
- «Ханума из Авлабара» А. Цагарели; режиссёр — В. Долгополов
- «Цветное молоко» В. Орлова
- «Щелкунчик» Э. Т. А. Гофмана; режиссёр — Алексей Басов

## Творческая работа театра
Каждый год Театр проводит Республиканский конкурс чтецов среди учащихся школ, Фестиваль детских театральных студий, кукольных и драматических кружков, а также ежегодно неделю «Театр — детям» (с 1975 года), в течение которой проводятся мастер-классы актёров, художников, проводятся беседы о театре.

## Участие в фестивалях
Творческий коллектив театра принимал участие во многих фестивалях:
- «Образцовфест» (в 2001, 2004 и 2011) — был показан спектакль «Навруз» по пьесе Ахмедхана Абу-Бакара в г. Москве на главной сцене Российского детского театра — Академическом театре кукол им. С.Образцова.
- I Международный фестиваль театров кукол прикаспийских государств «Каспийский берег» в г. Астрахани, приуроченный 450-летию г. Астрахани (ноябрь 2008 года).
- II Международный фестиваль искусства кукольников в г. Минске (в 1999).
- III Международный фестиваль театров кукол «Чаепитие в Мытищах» в г. Мытищи (октябрь 2008 года) — спектакль «Новое платье короля» по мотивам сказки Х. К. Андерсена.
- IV Международный фестиваль театров кукол «Чаепитие в Мытищах» (сентябрь 2013 года) — спектакль «Стойкий оловянный солдатик» по мотивам сказки Х. К. Андерсена.
- VIII Международный фестиваль театров кукол «Подольская лялька» в г. Виннице, Украина (май 2013 года) — спектакль «Тайна персиковой косточки» Ш. Маллаевой.
- VIII Международный фестиваль театров кукол «Туманяновский день сказки» в г. Ереване, Армения (сентябрь 2013 года) — спектакль «Тайна персиковой косточки» Ш. Маллаевой.
- VII Международный фестиваль театров кукол им. С. Образцова в г. Москве (октябрь 2013 года)
- Гастроли в г. Русе (Болгария) в рамках фестиваля, посвященного году Российской культуры в Болгарии (октябре 2008 года) — спектакль «Новое платье короля» по мотивам сказки Х. К. Андерсена, режиссёр-постановщик — А. Ткачов.
- Гастроли в рамках реализации проекта о творческом сотрудничестве трех российских театральных коллективов Астраханского, Дагестанского, Волгоградского театров (март 2013 года)